# Riki Sato
Riki Sato (japanisch 佐藤 璃樹 Sato Riki; * 30. November 2003 in der Präfektur Kagoshima) ist ein japanischer Fußballspieler.

## Karriere
Riki Sato erlernte das Fußballspielen in der Schulmannschaft der Kamimura Gakuen High School. Seinen ersten Vertrag unterschrieb er am 1. Februar 2022 beim FC Imabari. Der Verein aus Imabari, einer Stadt in der Präfektur Ehime, spielte in der dritten japanischen Liga. Sein Drittligadebüt gab Riki Sato am 4. Mai 2022 (8. Spieltag) im Auswärtsspiel gegen Kamatamare Sanuki. Bei dem 1:0-Auswärtserfolg wurde er in der 84. Minute für Kazaki Nakagawa eingewechselt. Am Ende der Saison 2024 wurde er mit Imabari Vizemeister der dritten Liga und stieg somit in die zweite Liga auf.

## Erfolge
FC Imabari
- Japanischer Drittligavizemeister: 2024  ▲